# Liste der Naturdenkmale in Kolkwitz
Die Liste der Naturdenkmale in Kolkwitz nennt die Naturdenkmale in Kolkwitz im Landkreis Spree-Neiße in Brandenburg.
Diese Liste enthält außer den im Herbst 2016 aktuellen Naturdenkmalen auch weitere, die in der von 2007 bis 2016 gültigen Verordnung noch enthalten waren.

In den Spalten befinden sich folgende Informationen:
- Nr.: Identifizierungsnummer nach veröffentlichter Liste. Sie wird von der unteren Naturschutzbehörde des Landkreises oder der kreisfreien Stadt vergeben. Wenn sie bekannt ist, wird sie angegeben. In dieser Spalte kann sich zusätzlich das Wort Wikidata befinden, der entsprechende Link führt zu Angaben zu diesem Naturdenkmal bei Wikidata.
- Bezeichnung: Benennung des Naturdenkmals, in der Regel wird bei Bäume die Baumart genannt. Bekannte Eigennamen werden mit angegeben.
- Gemarkung: Ort oder Gemarkung, in der sich das Naturdenkmal befindet
- Lage: Nennt die Lage des Naturdenkmals im jeweiligen Ortsteil und die geografischen Koordinaten des Naturdenkmals. Link zu einem Kartenansichtstool, um Koordinaten zu setzen. In der Kartenansicht sind Naturdenkmale ohne Koordinaten mit einem roten beziehungsweise orangen Marker dargestellt und können in der Karte gesetzt werden. Denkmale ohne Bild sind mit einem blauen bzw. roten Marker gekennzeichnet, Denkmale mit Bild mit einem grünen beziehungsweise orangen Marker.
- Beschreibung: die Beschreibung des Naturdenkmales
- Schutzzweck: Erläutert den Grund der Unterschutzstellung
- Bild: Zeigt ein Bild des Naturdenkmales und gegebenenfalls ein Link zu weiteren Fotos im Medienarchiv Wikimedia Commons

## Kolkwitz
| Bild                           | Bezeichnung    | Lage                                                                     | Beschreibung | Schutzzweck | Nummer |
| ------------------------------ | -------------- | ------------------------------------------------------------------------ | --- | ----------- | ------ |
| BW                             | Stieleiche     | Krieschow, am Gedenkstein (51° 45′ 23,1″ N, 14° 9′ 14,3″ O)              | Zu Ehren der Gefallenen des Krieges 1870/71 gepflanzte Friedenseiche. Darunter ein Gedenkstein, Inschrift „Ehre sei Gott in der Höh! Und Frieden mit Euch!“. |             | 31     |
| Weitere Bilder Fotos hochladen | Stieleiche     | Papitz, Dorfaue (51° 46′ 51,2″ N, 14° 12′ 0,7″ O)                        | Im Jahr 1872 zu Ehren der Gefallenen des Krieges 1870/71 und des Reichskanzlers Bismarck gepflanzt.                                                          |             | 32     |
| Weitere Bilder Fotos hochladen | Bastardplatane | Papitz, am Pflegeheim, Parkstraße 16 (51° 46′ 55,2″ N, 14° 11′ 45,1″ O)  | Fünfstämmige Platane auf dem Gelände des ehemaligen Gutshauses. Dieses wurde in den 1930er Jahren als Ausflugscafé genutzt, heute ist es ein Pflegeheim.     |             | 33     |
| Weitere Bilder Fotos hochladen | Stieleiche     | Kunersdorf, nordwestlich der Ortslage (51° 46′ 40,2″ N, 14° 11′ 27,7″ O) | Stattlicher Baum auf der Bullenwiese außerhalb des Ortes. |             | [ 6 ]  |
| BW                             | Stieleiche     | Wiesendorf, am Forsthaus (51° 43′ 40,3″ N, 14° 10′ 12,4″ O)              | Seltener Stieleichenvierling. |             | [ 6 ]  |